# 杜錫珪
杜 錫珪（と しゃくけい）は清末、中華民国の海軍軍人・政治家。北京政府において国務院総理をつとめた人物である。字は慎臣、慎丞。号は石鍾。

## 事績

### 海軍の世界へ
家は貧しかったが、兄が海軍軍人となったことから、杜錫珪も同じ道を目指す。1902年（光緒28年）、江南水師学堂第2期駕駛（操舵）班を卒業した。1904年（光緒30年）、大副（一等航海士）として当時最大級の戦艦「海天」に配属された。後に杜は、任務により江陰へ向かう途中、荒天の中を猛進しようとした管帯（艦長）劉冠雄を諌めたものの、聞き入れられなかった。結果、「海天」は座礁、沈没している。杜自身は、その後も順調に昇進し、1911年（宣統3年）7月には、戦艦「江貞」の管帯に任命された。

### 武昌起義での活躍
同年10月、武昌起義が勃発すると、袁世凱の命により杜錫珪も「江貞」に乗船して漢口に向かう。ところが、清朝の軍勢が漢陽を攻略した際における暴虐な振舞いを見て、杜は清を見限る。そして、僚友の湯薌銘と協力して、革命派のための行動を開始する。まず、海軍統制薩鎮氷に働きかけて、これを穏便に下野させた。その後、海軍の起義を宣言して九江に向かう。これにより杜は、革命派から巡洋艦「海容」管帯に任命された。
杜錫珪は、そのまま漢口へ戻って清朝との戦いに参戦し、最前線で激闘を繰り広げた。1912年（民国元年）1月には、北伐艦隊司令湯薌銘の下に配属され、沿海部で革命派の支援につとめている。袁世凱が臨時大総統に就任してからは、北京政府に合流した。
同年12月に海軍上校に昇進し、さらに閩江要塞司令兼福建防軍司令代理に任じられた。1913年（民国2年）の二次革命（第二革命）では、海軍総長劉冠雄に随従し、革命派を鎮圧した。しかし1915年（民国4年）12月の護国戦争（第三革命）では反袁活動を支持する。翌年に、第1艦隊司令林葆懌、前海軍総司令李鼎新とともに独立を宣言して護国軍に参加した。

### 直隷派の一員として
袁世凱死後、杜錫珪は北京政府に復帰し、1917年（民国6年）8月、第2艦隊司令に昇進した。第一次世界大戦の際に北京政府が連合国参加を表明すると、杜は長江流域のドイツ・オーストリアの艦船・商船を拿捕する功績をあげている。なお、北京政府の派閥では、直隷派を支持し、呉佩孚の軍事活動をよく支援した。1921年（民国10年）10月、海軍中将に昇進する。翌年の第1次奉直戦争でも、奉天派の補給線を寸断する活躍で、直隷派の勝利に貢献した。この功績により、海軍総司令に昇進している。
しかし、この直後から、安徽派の支援を受けた第1艦隊司令林建章と杜錫珪との対立が激化する。北京政府の資金難による海軍士官の不満を林が利用していたこともあって、容易には決着がつかなかった。そして1924年（民国13年）9月の第2次奉直戦争で直隷派が敗北すると、杜は下野に追い込まれた。林が海軍総長、楊樹荘が海軍総司令となっている。

### 代理国務総理
1925年（民国14年）12月、直隷派が復権し、杜錫珪も海軍総長に起用された。翌年6月、奉天派の圧力で顔恵慶内閣が崩壊すると、杜が海軍総長として代理国務総理（同時に大総統職も代行）に任じられる。しかし、杜に独自の政治権力は無く、奉天派の掣肘を受けるのみであった。同年10月、国務総理を辞任している。なおこの間に中国国民党による北伐が進展していたため、杜は、第1艦隊、第2艦隊に行動の自由を与え、国民革命軍に参加させている。
1927年（民国16年）6月、張作霖が海陸軍大元帥に就任すると、杜錫珪は下野した。杜本人にこれ以上の参加意欲が乏しかったことに加え、馮玉祥と交遊があったことから蔣介石らの猜疑を受け、以後、政界にはほとんど関わらなかった。ただ、一時は福州海軍学校校長や海軍部高等顧問などもつとめ、海外の考察をもとに意見書も作成したりはしている。
1933年（民国22年）12月28日、上海で病没。享年60（満59歳）。

## 注
1. ↑  陳貞寿・劉伝標「杜錫珪」178頁による。徐友春主編『民国人物大辞典 増訂版』426頁も1874年としている。なお、同辞典によれば、『民国軍人志』は1880年生まれ、『中国国民党九千将領』は1875年生まれとしている。Who's Who in China 3rd ed.,p.753は1875年とする。